# Berton Roueché
Berton Roueché (parfois orthographié Burton Roueche), né le 16 avril 1910, à Kansas City, Missouri, et mort le 28 avril 1994, à Amagansett, sur l'île de Long Island dans l’État de New York, est un journaliste spécialisé dans les articles sur la médecine et un auteur américain de roman policier. Ten Feet Tall, un article paru dans le New Yorker le 10 septembre 1955 et qui traite des effets néfastes de la cortisone, a inspiré le film Derrière le miroir (Bigger Than Life) de Nicholas Ray.

## Biographie
Il fait ses études supérieures à l'université du Missouri, d’où il obtient un diplôme en journalisme en 1933.  Il devient reporter successivement pour un journal de Kansas City et deux journaux de Saint-Louis. Le 16 novembre 1942, il épouse Katherine Eisenhower, la nièce du futur président Eisenhower. Le couple aura un fils.
En 1944, il entre au magazine The New Yorker, où il fera partie de l’équipe de rédaction pendant cinquante ans. Il devient célèbre lorsqu’en 1946, il obtient l’autorisation de créer pour le magazine une section, The Annals of Medecine, dévolue à la médecine, aux traitements de pointe contre les maladies et aux découvertes pharmaceutiques. 
En 1954, il fait paraître Onze hommes bleus qui lui vaut un Prix Raven de l'association policière des Mystery Writers of America.  C’est que, dans les textes réunis dans ce recueil, comme dans tous ceux de la série Medical Detection, il crée de véritables fictions. Il traite la recherche d’un diagnostic comme s’il s’agissait d’une enquête dans un roman policier, le but n’étant plus de trouver qui est le coupable, mais d'identifier quelle est la maladie et quel est le médicament le plus adéquat pour la traiter. 
En marge des nouvelles médicales à saveur policière, il a écrit quatre « vrais » romans policiers et divers ouvrages sur les beautés de la nature en Amérique. 
En 1982, il reçoit de l’Académie américaine des arts et des lettres un prix pour l’ensemble de son œuvre.
Souffrant d’emphysème à partir de 1989, il connaît une dépression sévère et se tire une balle dans la tête en avril 1994.

## Œuvre

### Romans policiers
- Black Weather ou Rooming House (1945)
- The Last Enemy (1956)
- Feral ou The Cats (1974) Publié en français sous le titre La Révolte des carnassiers, Paris, Hachette-Jeunesse, coll. Poche rouge, 1976
- Fago (1977) Publié en français sous le titre Le Crime ne fait pas le bonheur, Librairie des Champs-Élysées, Le Masque no 1727, 1983. Bref résumé : Arlene et Chick sont deux personnes âgées qui vivotent. Un jour, Arlene rencontre un homme qui pourrait entrer dans le cadre d'un « plan » que le couple avait imaginé. Ils enquêtent sur l'homme, célibataire, sans amis, nommé Edwin Fago. Ils mettent à exécution leur plan : ils enlèvent Fago, le tuent, rendent le corps méconnaissable, font croire à un suicide de l'homme qu'ils font passer pour Chick. Leur but est de percevoir l'assurance-décès de Chick. Puis Chick quitte la région et, sous l'identité d'Edwin Fago, va se cacher dans une autre ville (puisqu'il est censé être mort et incinéré), tandis qu'Arlene réclame le capital-décès auprès de la compagnie d'assurances. Quelques semaines après, Chick tente d'entrer en contact avec Arlene, qui refuse de lui parler. Intrigué et inquiet, il va la voir en secret. Elle lui annonce la rupture de leur couple et vouloir garder l'intégralité de l'assurance-décès. Dans l'altercation et la grande dispute qui s'ensuit, Chick tue Arlene. Puis, seul et désespéré, sans plus d'espoir dans la vie, il se suicide.

### Autres publications
- Greener Grass (1948)
- The Neutral Spirit: a Portrait of Alcohol (1960)
- Annals of Epidemiology (1967)
- What's Left (1968)
- The River World and Other Explorations (1978)
- Desert and plain, the mountains and the river: a Celebration of Rural America (1975)
- Special Places: In Search of Small Town America (1982)
- Sea to Shining Sea: People, Travels, Places (1987)

### Recueils de nouvelles

#### SérieMedical Detection
- Eleven Blue Men, and Other Narratives of Medical Detection (1954) Publié en français sous le titre Onze hommes bleus, Strasbourg, Istra, coll. Nouveaux Horizons no 18, 1963
- Annals of Medical Detection (1954)
- The Incurable Wound and Further Narratives of Medical Detection (1958)
- A Man Named Hoffman and Other Narratives of Medical Detection (1966)
- The Orange Man and Other Narratives of Medical Detection (1971)
- The Medical Detectives (1980)
- The Medical Detectives II (1984)
- The Man Who Grew Two Breasts: and Other True Tales of Medical Detection (1996) publication posthume contenant des inédits.